# Materiał zecerski
Materiał zecerski – ogół zestawów elementów służących w tradycyjnej technice druku do bezpośredniego formowania podstawowego składu tekstu przez zecera. W skład materiału zecerskiego wchodziły zarówno elementy drukujące (tzw. materiał z "oczkiem") czyli zestawy czcionek, zestawy linii oraz wiersze linotypowe, jak i elementy niedrukujące (tzw. materiał bez "oczka") czyli justunek. W skład materiału z "oczkiem" wchodziły zarówno znaki pisarskie jak i ornamenty, przy czym te ostatnie mogły być zarówno w postaci czcionek jak i linii.
Materiał zecerski był najczęściej wykonany ze stopu drukarskiego, ale większe elementy także z twardego drewna lub tworzywa sztucznego.
Do materiału zecerskiego zaliczano materiał z "oczkiem" do wielkości 62 2/3 punktu, a materiał justunkowy do 54 punktów. Do materiału zecerskiego nie wliczano większych elementów tego typu, jak i klisz chemigraficznych, gdyż układane były one razem dopiero na kolumnie przez metrampaża, czyli osobę zajmującą się łamaniem a nie składem.